# Katsushika-gun

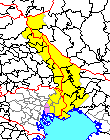
Lage des Kreises mit Präfektur- und Gemeindegrenzen des 21. Jahrhunderts, Meiji-Zeitliche Ausdehnung gelb, bereits vorher de facto an Edo/die Stadtkreise (-ku) der Präfektur Tokio ab 1878/die Stadt Tokio ab 1889 verlorenes Gebiet pink

Katsushika (jap. 葛飾郡 Katsushika-gun bzw. historisch gelesen Katsushika no kōri) war in der japanischen vormodernen Ritsuryō-Landesgliederung ein Landkreis (gun/kōri) der japanischen Provinzen (kuni) Shimousa und seit dem 17. Jahrhundert teilweise Musashi.
Bis zu Beginn der frühen Neuzeit/Edo-Zeit hatte Katsushika am damaligen linken Ufer des Flusses (kawa/-gawa) Tone vollständig zu Shimousa gehört. Aber die Flüsse und die Provinzgrenze zwischen Musashi und Shimousa an der Bucht von Edo wurden von den Tokugawa zu Beginn ihres Shogunats im 17. Jahrhundert nach Osten verlegt, die Kreisgrenzen jedoch nicht angepasst. Nach der Einrichtung der ersten Präfekturen in der Meiji-Restauration ab 1868 gab vorübergehend eine eigene Präfektur (ken) Katsushika in ehemaligen Shogunatsterritorien aus mehreren Landkreisen von Shimousa. Bei der flächendeckenden Einteilung des Landes in Präfekturen 1871 und den folgenden Konsolidierungen der 1870er Jahre wurde der Kreis letztlich zwischen den heutigen Präfekturen (fu→to & ken) Tokio, Saitama, Chiba und Ibaraki geteilt. Als die Restaurationsregierung die Landkreise 1878/79 als Verwaltungseinheiten reaktivierte, wurde Katsushika auch formal in fünf Kreise geteilt: Minami-Katsushika (Süd-Katsushika) in Tokio, Kita- (Nord-) und Naka-Katsushika (Mittel-Katsushika) in Saitama, Higashi-Katsushika (Ost-Katsushika) in Chiba und Nishi-Katsushika in Ibaraki (West-Katsushika; liegt eigentlich am Nordende von Katsushika, aber innerhalb Shimousa westlich von Ost-Katsuhika). Vier davon sind inzwischen erloschen: Seit 2005 ist Nord-Katsushika in Saitama als einziger übrig und besteht auch nur noch aus zwei Gemeinden.